# 孝义站
孝义站，位于中国山东省济南市莱芜区孝义村，建于1974年，曾为济南铁路局兖州车务段管辖的四等站，货运为主，现已停用。
停运前曾开通一对客运列车，即7053/4次普通旅客列车。